# La Grande Java
Pour plus de détails, voir Fiche technique et Distribution.
La Grande Java est un film français réalisé par Philippe Clair, sorti en 1970. C'est le premier film des Charlots, les faisant passer du stade de groupe de musique à celui de comiques cinématographiques.

## Synopsis
Philippot, Jean, Phil, Luis, et Jean-Guy, cinq rugbymen, recherchent leur entraîneur Auguste Kouglof qui a pris la fuite pour ne pas leur payer 20 millions. Celui-ci a changé de nom pour M. Colombani. Les Charlots le retrouvent dans un petit village en train de tenter de briguer un mandat électoral en usant de pratiques mafieuses. Philippot, fou amoureux de France, la fille de Colombani, décide de ne pas le signaler à la police mais plutôt de s’allier à M. Devot, le concurrent de Colombani à la prochaine élection.

## Fiche technique
- Titre : La Grande Java
- Réalisation : Philippe Clair
- Scénario : Michel Ardan, Philippe Clair, Claude Reims
- Photographie : Claude Zidi
- Son : Julien Coutellier
- Monteur : Nicole Zidi
- Musique : Michel Bernholc, Les Charlots
- Société de production : Cocinor - Comptoir cinématographique du Nord, les productions Belles Rives (Paris), les films Marceau (Paris)
- Société de distribution : Les films Marceau (Paris)
- Pays : France
- Tournage dans les Bouches-du-Rhône, en grande partie dans le village de Velaux et ses environs
- Format : 35 mm
- Durée : 1 h 26
- Date de sortie :
  - Dans de nombreuses villes de France à partir d'août 1970
  - Paris : 13 janvier 1971
- Genre : comédie
- Visa d'exploitation : 36829
- Vidéo : Sortie en VHS - inédit en DVD - Sort en BLU-RAY le 5 novembre 2024 chez l'éditeur Arcadès
- Affiche : Jouineau Bourduge (France)

## Distribution
- Francis Blanche : Auguste Kougloff / Augustin Colombani
- Les Charlots :
  - Gérard Rinaldi : Philippot
  - Gérard Filippelli : Phil
  - Jean Sarrus : Jean
  - Luis Rego : Luis
  - Jean-Guy Fechner : Jean-Guy
- Corinne Le Poulain : France, la fille de Colombani
- Francis Contandin : Fernand Devot
- Georges Montax : (?)
- Claude Piercecchi : (?)
- Nicholas Florian : (?)
- Philippe Clair : le curé de la ville
- Jean Farina : (?)
- Josette Petit : (?)
- Bob Addrizza : (?)

## Autour du film
- Selon Jean Sarrus[réf. nécessaire], le scénariste Michel Ardan décide de recruter les Charlots pour ce film car ses enfants se sont « marrés » en regardant une émission de variétés à laquelle ils participaient. Les enfants de Michel Ardan jouent par ailleurs, dans ce film, le rôle d'enfants de chœur.

- Durant le tournage, les Charlots font la connaissance de Claude Zidi, coscénariste sous le nom de Claude Reims, avec qui ils décident de tourner leur deuxième film, Les Bidasses en folie, déclinant par la même occasion la proposition de tournage de Philippe Clair, La Grande Mafia.

- Malgré des critiques plutôt négatives, ce premier film des Charlots est un succès (3 385 000 entrées), pour le plus grand bonheur du public comme de l'industrie du cinéma. Les Charlots enchaîneront les succès cinématographiques, à tel point qu'ils mettront entre parenthèses leur carrière musicale. Comme dans la plupart des films qu’ils tournent, les Charlots signent la musique du film.

- Fransined, le frère de Fernandel, joue le rôle de Fernand Devot. C'est son frère Fernandel, qui avait travaillé avec Philippe Clair, qui l'aida à obtenir le rôle.

- Longtemps resté inédit pour des histoires de droits, La Grande Java sort en BLU-RAY le 5 novembre 2024 chez l'éditeur Arcadès.